# Pa-O
Los Pa-O (del birmano: ပအိုဝ်းလူမျိုး) [pəo̰ lùmjóʊ] o တောင်သူ, en shan: ပဢူဝ်း, eastern poe karen: တံင်သူ, s'gaw karen: တီသူ) es una minoría de Birmania que habita principalmente el estado Shan. Son unos 600.000 de religión budista.

## Orígenes y tradiciones

Bandera nacional Pa-O (de facto).

Los Pa-O se establecieron en la región de Thaton (Estado Mon de la actual Birmania) sobre el año 1000 a. C. Históricamente, los Pa-O se distinguían por vestir ropas de muy vistoso colorido, hasta que el rey Anawratha derrotó al rey mon Makuta, que había establecido su corte en Thaton. Los Pa-O fueron esclavizados y obligados a vestir ropas tintadas de añil para señalar su estatus.
Existen variaciones regionales en el vestido de los Pa-O. Muchos han adoptado el vestido Bamar, mientras que los hombres pueden vestir los baung-mi (pantalones largos y holgados típicos de los shan).
La mayoría de los Pa-O son budistas, y cuentan con un lenguaje escrito que fue creado por los misionarios cristianos. Son básicamente agricultores, y cultivan hojas de mostaza y del árbol thanapet. 
Los Pa-O rechazaron la unión a Birmania en 1947, y también se opusieron a que su territorio quedase integrado dentro del estado Shan debajo de la soberanía de algunos príncipes por los que se consideraban oprimidos. Sin embargo, se han integrado en la sociedad Bamar (etnia birmana mayoritaria), adoptando muchas de sus tradiciones y parte de su estilo de vestir.
Una de las representantes más conocidas de la etnia Pa-O es Kyaing Kyaing, la esposa del jefe de Estado birmano, Than Shwe.

## Enfrentamientos con otras etnias birmanas en el siglo XX

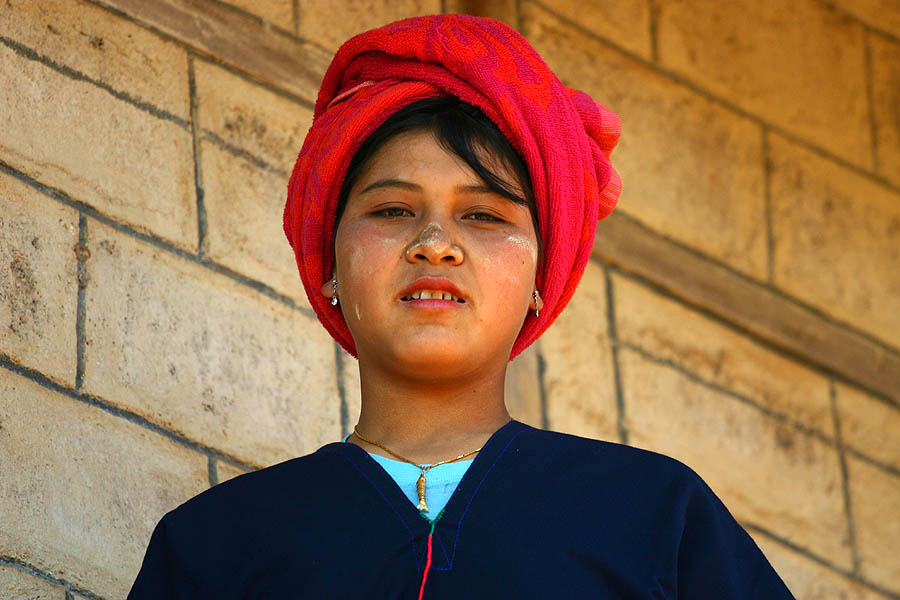
Mujer Pa-O

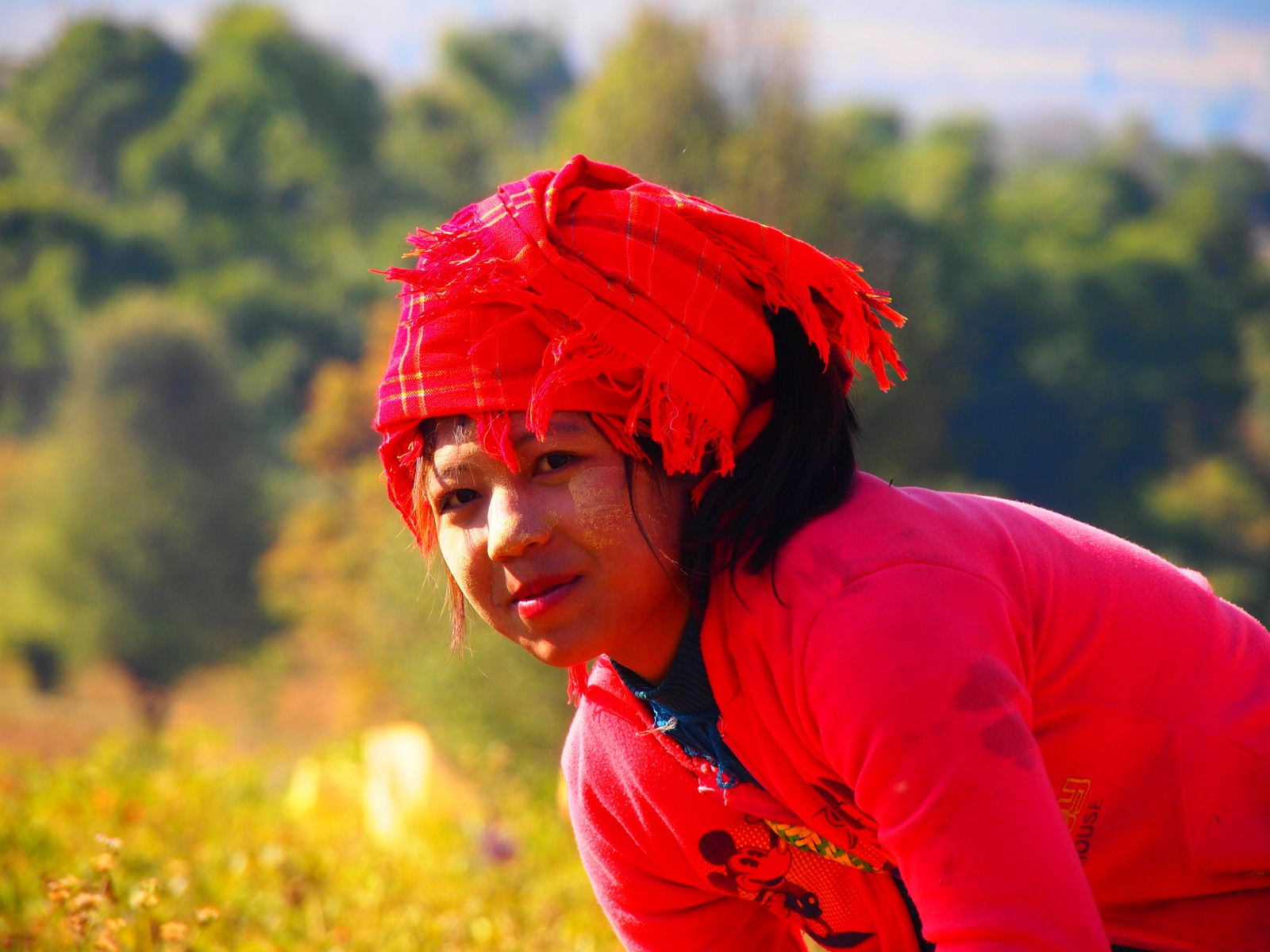
Mujer Pa-O recolectando chiles

En 1929 se produjo la primera rebelión de los Pa-O contra los príncipes shan. El 1947 se formó el Partido de la Unidad Pa-O (Pa-O Unity Party, en inglés) que fue prohibido debajo de la presión de los príncipes shan; eso provocó la respuesta de los nacionalistas Pa-O que hicieron estallar una bomba en el festival Tabaung celebrado a Ho Pong en marzo de 1948. Este hecho desencadenó la represión y muchos jóvenes Pa-O políticamente activos se vieron obligados a pasar a la clandestinidad.

### El Frente Nacional de Liberación Pa-O
En 1948 la Organización Nacional de Defensa Kayin del Estado Kayah (o Karenni), en el marco de la guerra contra los invasores birmanos del estado, atacó el distrito de Thaton. El líder Pa-O de la zona, Hla Pe, combatió con los Karenni, y entró a Taunggyi (capital del Estado Shan) en 1949. Entonces muchos Pa-O de los Estados Kayah (o Karenni) y Shan se unieron a los sublevados y se formó el Frente de Liberación Nacional Pa-O (Pa-O National Liberation Front, en inglés) que el 11 de diciembre de 1949 inició la lucha armada pero en julio de 1950 se sometieron al gobierno y fueron legalizados constituyendo al agosto del mismo año la Liga Nacional Pa-O (Pa-O National League, en inglés).
Uno de los líderes de esta organización, Bo Chan Sone, fue detenido acusado de subversión, y aunque el 1951 fue liberado, el grupo reinició la lucha armada, pasando sus líderes a la clandestinidad. El 5 de mayo de 1958 un millar de combatientes dirigidos por Thaton Hla Pe y por Bo Chan Sone se sometieron otra vez y formaron de nuevo un movimiento legal, bajo el nombre de Frente de Liberación Nacional Pa-O (Pa-O National Liberation Front, en inglés). El 1964 este grupo contactó con otros grupos armados, y entonces su líder Bo Chan Sone y otros líderes fueron detenidos y pasando otra vez a la clandestinidad y reiniciando la lucha armada el 1967.
El febrero de 1968, el Frente de Liberación Nacional Pa-O se alió con otros grupos de las minorías de los Shan, Padaung y Kayah que habían formado el Ejército de Liberación del Estado Shan, y de la unión surgió el Frente de Liberación del Estado Shan. El 1969 el Frente de Liberación Pa-O estaba activo en el área de Kyauktalone-Pinlaung. No tardaron a surgir diferencias con los otros grupos aliados que llegaron a enfrentamientos armados abiertos entre ellos, y el 1970 los Pa-O formaron un nuevo movimiento llamado Grupo de Liberación Popular de las Nacionalidades del Estado Shan, y se alió al Partido Comunista de Birmania, siendo activos a las áreas de Taunggyi, Pinlaung y Loilem. Este partido pronto se hizo con el control político del grupo, que volvió a cambiar de nombre a Ejército Popular de las razas nacionales del Estado Shan (siglas inglesas PLANRSS). El PLANRSS se dividió el 1973 en dos facciones: una favorable al Partido Comunista y una de nacionalista, dirigida por Thaton Hla Pe y por U Aung Kham Ti, que se separaron con sus soldados y constituyeron el Ejército Popular de Liberación de las razas nacionales del Estado Shan, facción blanca, para distinguirse de la otra facción que era conocida como Ejército Popular de Liberación de las razas nacionales del Estado Shan, facción roja. Esta última se convirtió en parte del Shan State Nationalities Peoples y el abril de 1976 envió a 200 hombres al Comité central del partido comunista como refuerzo y al mismo tiempo para ser equipados con armas y entrenamiento político y militar. 
También formó alianzas con grupos cercanos de los comunistas como el Kayan New Land Party y el Kayinni National People's Liberation Front, y fue activo a las áreas al este de Pon Chaung, al este del lago Inle, y a la frontera entre los Estados Shan y Kayah. El ejército Popular de Liberación de las razas nacionales del Estado Shan, facción blanca se convirtió el 1977 en la Organización Nacional Pa-O (Pa-O National Organization, PNO en inglés).

### La Organización Nacional Pa-O (PNO)

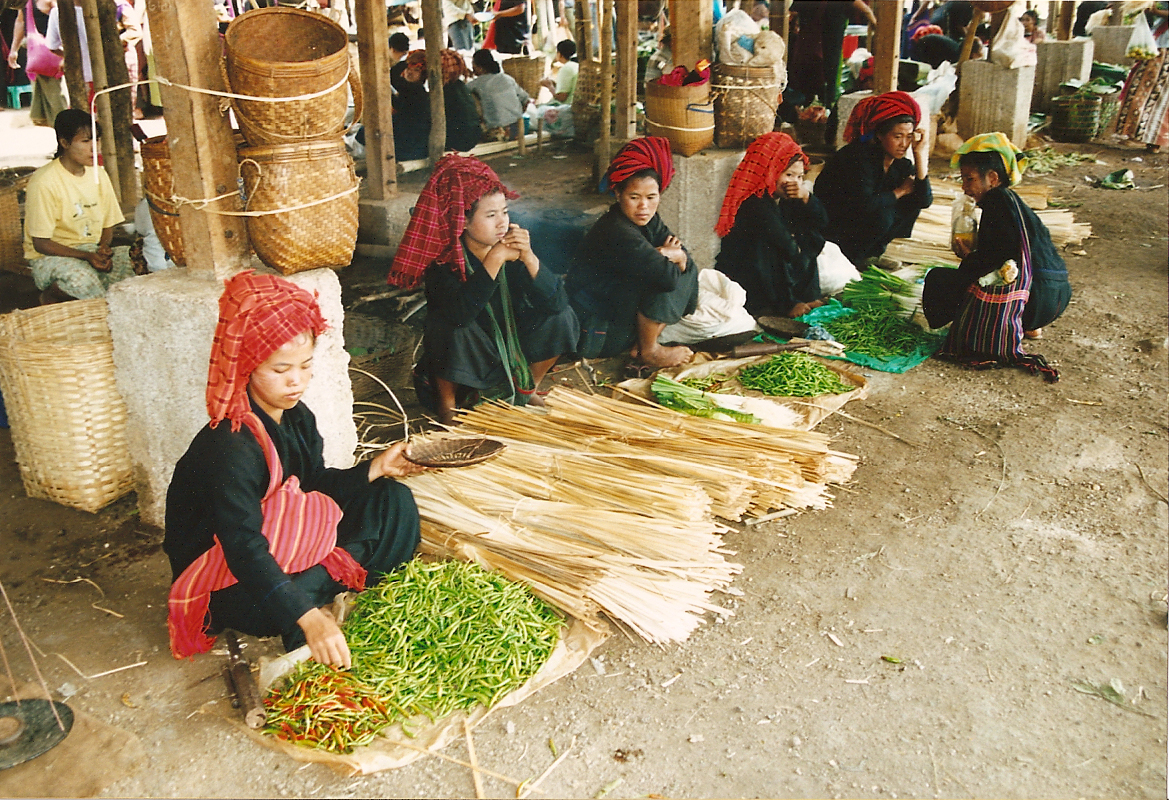
Vendiendo verduras en el mercado

La Organización Nacional Pa-O operó básicamente en las áreas del lago Inle, Pinlaug (Loilong), Hsihseng (Hsatung) y Hopong.
Se integró en el Frente Nacional Democrático (NDF) y a la Alianza Democrática de Birmania (Democratic Alliance of Burma, DAB) formada en 1989. Los grupos armados nacionales abandonaron la tutela del Partido Comunista en 1989 pero la Shan State Nationalities People's Liberation Group facción roja, conocida como los Pa-O rojos, continuó su lucha al sur del Estado Shan y en el Estado Kayah. La PNO quería la paz, y su líder, Aung Kham Hti, ordenó el desarme de los estudiantes del Frente Democrático de Estudiantes de Toda Birmania (All Burma Students Democratic Front, ABSDF en inglés), de la que el 1988 se habían unido a la guerrilla y combatían al lado de los Pa-O; los estudiantes fueron expulsados del territorio Pa-O y se desarrolló una campaña política por la paz entre los Pa-O del norte del Estado Shan; los que vivían al sur del estado, dirigidos por U San Aung i U Kyat Thein, también fueron favorables a la paz y desde el 1990 pidieron al presidente de la PNO, U Aung Kham Hti, que iniciase negociaciones de paz.
El 1 de enero de 1991 se iniciaron conversaciones de paz. Una reunión importante tuvo lugar el 18 de febrero de 1991. El 25 de febrero de 1991 las dos partes, gobierno y PNO, se reunieron en Taunggyi. El 21 de marzo de 1991 la PNO reagrupó sus fuerzas y se retiró del National Democratic Front (NDF) y de la Democratic Alliance of Burma (DAB). El 26 de marzo de 1991 una reunión de la PNO en la aldea de Hti Yi (área de Kyauktalone) con 200 representantes Pa-O, decidió asumir la paz a cambio de programas de desarrollo del gobierno Tt. General Khin Nyunt y el Jefe del Mando Oriental se reunieron con los representantes Pa-O dirigidos por el presidente de la PNO, U Aung Kham Hti. La organización se convirtió en partido político legal el 24 de mayo de 1991 y la región fue declarada parte de la Southern Shan State Special Región con capital a Kyauk Ta Long y con derecho a programas de desarrollo. La PNO recibió dinero y alimentos y una básica infraestructura económica por el desarrollo de minas, piedras preciosas, agricultura, construcción, infraestructura turística, etc. Los 1400 soldados Pa-O entregaron las armas.
La decisión de la PNO provocó movimientos en la Shan State Nationalities People's Liberation Group (la llamada antes facción roja), sometido a la presión popular por ajustar la paz. Con la mediación de la PNO el miembro del Comité central del Shan State Nationalities People's Liberation Group, Tun Thit, inició conversas con la Junta Militar (Tatmadaw) el 1 de febrero de 1994. Del 3 al 5 de febrero, una asamblea nacional tuvo sitio en la aldea de Naung Htaw, al área de Hsihseng (Hsatung), donde el vicepresidente del grupo, U Sein Shwe y 150 seguidores, 150 monjes budistes, y 2500 residentes locales firmaron la paz.
U Sein Shwe envió a su representante Tun Chit a una entrevista con miembros del Tatmadaw, y el 6 de marzo de 1994 se celebró una reunión a Hsihseng. A la siguiente reunión acudieron los altos dirigentes del grupo encabezados por su secretario general U Soe Aung Lwin, con una carta del presidente U Tartale aceptando la paz a cambio del desarrollo económico de la zona. Otra reunión el 23 de mayo de 1994 decidió el abandonamiento de la lucha armada. El 20 y 21 de junio de 1994 una nueva reunión a Taunggyi decidió algunos detalles de reagrupación y entrega de las armas. El 4 de julio de 1994 U Sein Shwe y U Soe Aung Lwin notificarob que el presidente U Tartale estaba de visita a los cuarteles de la Karen Nacional Union (el principal grupo combatiente a Birmania) a Manaplaw i el 11 de agosto de 1994 indicaron que la Alianza Democrática de Birmania (Democratic Alliance of Burma, DAB ejercía presión spbre U Tartale para retardar el proceso de paz, i además, debido a la falta de financiamiento, el presidente U Tartale no podía devolver por el momento. El 25 de agosto de 1994, una reunión a Taunggyi acordó la legalización del Shan State Nationalities People's Liberation Group y que la entrega de las armas se haría incluso si el presidente U Tartale no llegaba a tiempo. Finalmente, con la ayuda del gobierno de Birmania, U Tartale consiguió salir de Manaplaw y llegar a Taunggyi el 20 de septiembre de 1994, y se reunió con oficiales del Tatmadaw. 3.148 miembros del Shan State Nationalities People's Liberation Group entregaron las armas en una ceremonia a Hsi Hseng el 9 de octubre de 1994 con la asistencia del T. General Khin Nyunt, algunos ministros, jefes de departamento gubernamentales y otros oficiales de alto rango. Se facilitó al SSPLG asistencia económica (dinero, alimentos...) fijándose la sede del grupo en Naung Htaw.